# Jan van Baren
Jan Arthur Maria van Baren (Bergen op Zoom, 7 december 1942 - Westeremden, 23 december 1995) was een Nederlandse beeldhouwer.

## Leven en werk
Van Baren studeerde aan Academie Minerva in de stad Groningen (1963-1967). Hij maakte figuratieve werken, vooral dierfiguren, van brons, steen, hout en combinaties daarvan. In 1975 ging Van Baren in het kader van de BKR-regeling aan de slag met een serie van twaalf dierenriemtekens, hij voltooide de reeks echter niet. Twee van de serie ('Ram' en 'Vis') werden na zijn overlijden geplaatst in de stad Groningen. In 1980 nam hij naast onder meer Wladimir de Vries en Chris Verbeek met zijn beeld van de Lepelaar deel aan de openluchttentoonstelling Groningen Monumentaal in Winschoten.

## Enkele werken
- 1975 Ram, Groningen
- 1975 De Vis, Groningen
- 1977 De Lepelaar, Groningen
- 1984 Neerstrijkende vogel, Groningen
- 1985 Meisje op steen, Bedum
- 19?? Koe met kind, Westeremden

## Fotogalerij

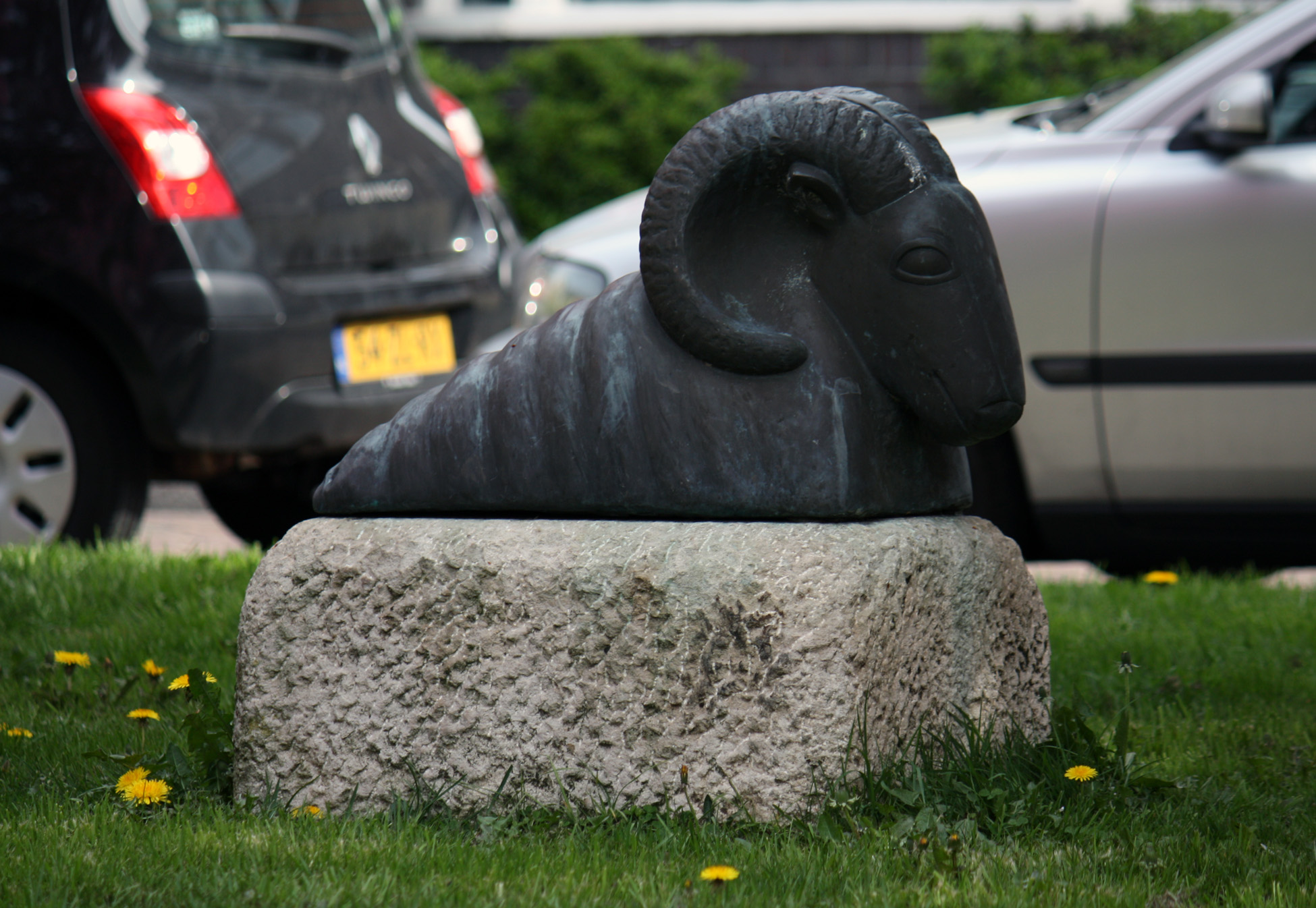
Ram (1975)
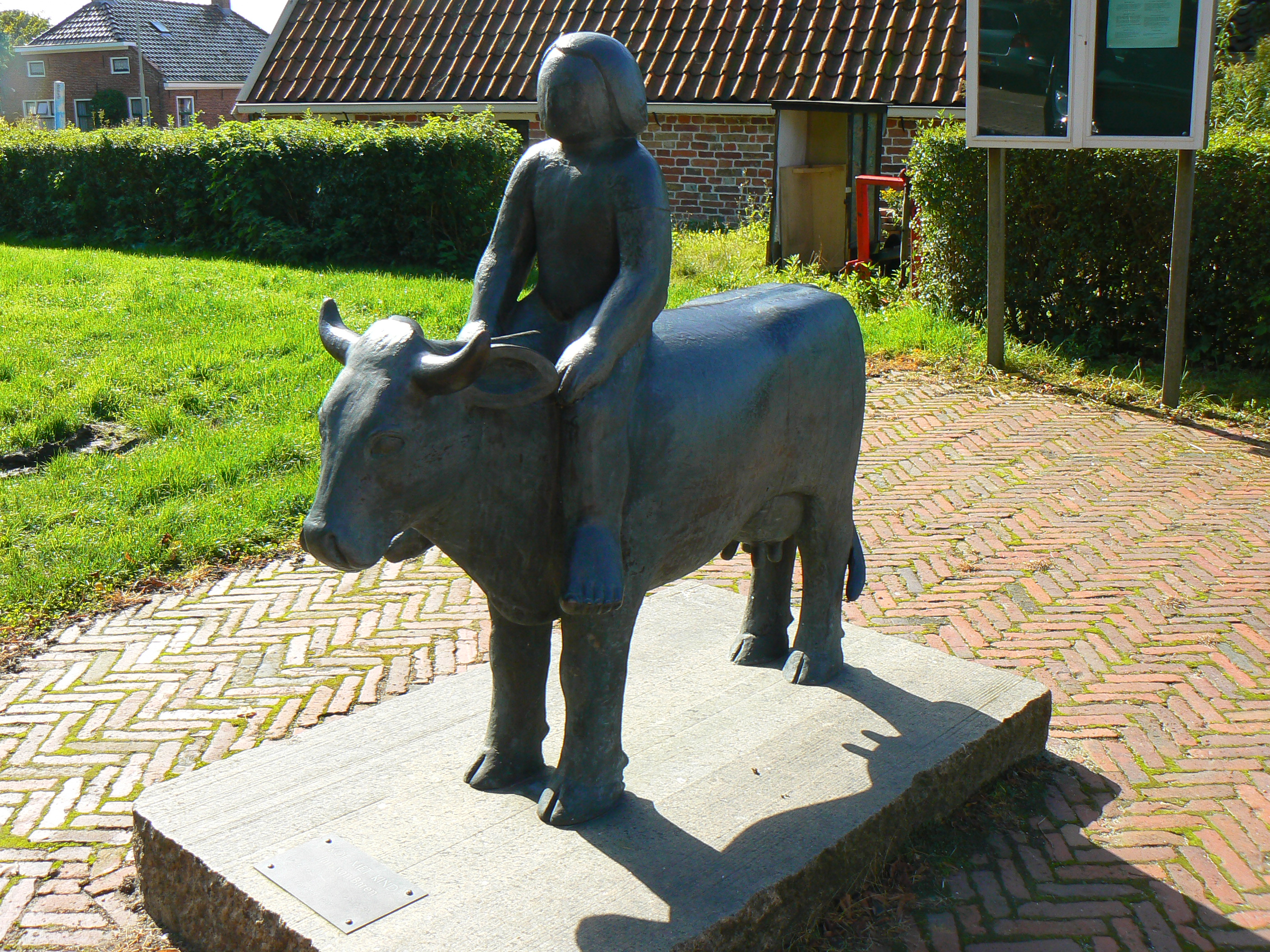
Koe met kind